# TiddlyWiki
TiddlyWikiは、ウィキをモデルとして Jeremy Ruston が開発したクライアントサイドの単一ページのアプリケーションであり、個人的メモ帳として使うことを意図している。

## 主な特徴
- 自己完結型HTMLファイルであり、CSSとJavaScriptコードを含む。
- ユーザーがPCにダウンロードして使用する。TiddlyWikiに情報を入力すると、ユーザーの要求により自分自身をハードディスク上で書き換えることでその情報を保存する。
- 多くのウェブブラウザで動作し、インストール作業が不要であるため、可搬型パーソナルウィキとして簡単に利用できる。

## 概要
TiddlyWikiの用語では、ユーザーの入力を tiddler と呼ぶ。ウィキのページにあたり、個別にタイトルがつけられる。既存の tiddler を編集/削除することもできる。テキストにはマークアップ構文が使用可能で、日本語の記述もできる。
TiddlyWikiが一般的なウィキの実装と大きく異なるのは、そのコンテンツの表示形式である。Jeremy Ruston はこれについて次のように言っている。

TiddlyWikiは簡潔な小さいチャンク (tiddler) に分割されているため、ブログのような見た目である。しかしハイパーリンクすることで上から順に読む必要がなくなる。そうしたければ、全体として統一感のある中で小さいコンテンツが束ねられている非線形なブログのようなものにできる。私はTiddlyWikiが執筆のための全く新しい媒体を表し、独自の執筆スタイルを生み出すと思う。

TiddlyWikiは非営利団体UnaMesaがBSDライセンスでリリースしており、無料で利用できる。開発者の Jeremy Ruston はこれを実験的なものとしており、多くの人々がTiddlyWikiを使ってオリジナルのHTMLファイルを作成している。それらをAdaptationsと呼ぶ。Adaptationsは大まかに2種類に分類できる。1つはクライアントサイド機能のままのもので、もう1つはサーバサイドのファイルを扱えるようにして本来のウィキに近づけたものである。Adaptationがよく知られるようになると、オリジナルのTiddlyWikiファイルにリンクが追加された。TiddlyWiki Adaptations は Ruston が考えていなかった機能を追加したものが多く、その一部はTiddlyWikiの新バージョンに採用されている。なお、最近ではプラグイン形式で機能を追加することが多くなっている。